# 海心沙島 (天河区)
座標: 北緯23度6分50秒 東経113度19分11秒 / 北緯23.11389度 東経113.31972度
海心沙島（かいしんさとう）とは、中華人民共和国広東省広州市天河区にある珠江に浮かぶ島嶼で、西に二沙島、南に広州塔、北には珠江新城が位置する。2010年アジア競技大会後から開放されている。また、海珠区にも同名の島が存在する。

## 施設
- 市民広場
- 海心沙公園
- 珠江新城新交通システム線海心沙駅 - 珠江地下に位置する

## 歴史
- 2009年 - 市民広場落成。
- 2010年11月12日 - 2010年アジア競技大会の開幕式が執り行われた。
- 2011年2月24日 - 海心沙駅開業。